# Mars-la-Tour
Pour les articles homonymes, voir Mars.
Mars-la-Tour [maʁs la tuʁ] est une commune française située dans le département de Meurthe-et-Moselle, en région Grand Est.

## Géographie
Cette commune fut un village-frontière avec l'Allemagne de 1871 à 1918 et de 1940 à 1944.

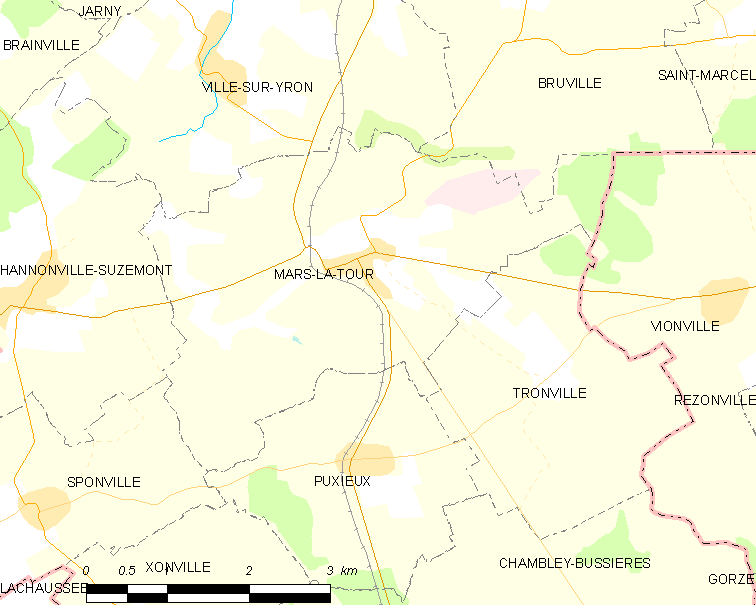
Carte de la commune.

| Ville-sur-Yron       |              | Bruville                       |
| Hannonville-Suzemont | Mars-la-Tour | Rezonville-Vionville (Moselle) |
| Sponville            | Puxieux      | Tronville                      |

### Hydrographie

#### Réseau hydrographique
La commune est dans le bassin versant du Rhin au sein du bassin Rhin-Meuse. Elle est drainée par le ruisseau de la Passee, le ruisseau du Fond de Chaumont et le ruisseau du Fond de la Cuve,.

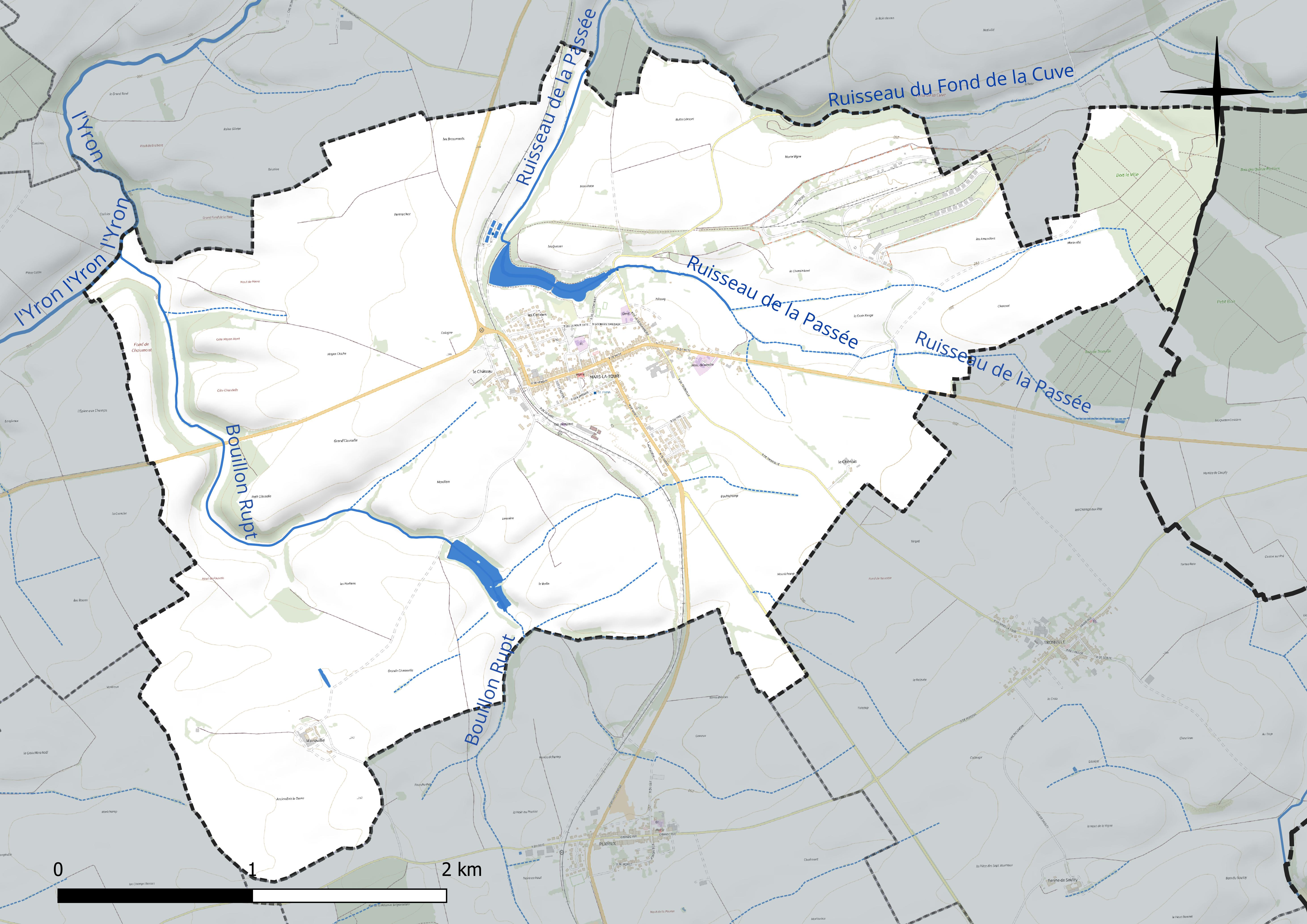
Réseau hydrographique de Mars-la-Tour.

#### Gestion et qualité des eaux
Le territoire communal est couvert par le schéma d'aménagement et de gestion des eaux (SAGE) « Bassin ferrifère ». Ce document de planification concerne le périmètre des anciennes galeries des mines de fer, des aquifères et des bassins versants hydrographiques associés qui s’étend sur 2 418 km2. Les bassins versants concernés sont celui de la Chiers en amont de la confluence avec l'Othain, et ses affluents (la Crusnes, la Pienne, l'Othain), celui de l'Orne et ses affluents et celui de la Fensch, le Veymerange, la Kiesel et les parties françaises du bassin versant de l'Alzette et de ses affluents (Kaylbach, ruisseau de Volmerange). Il a été approuvé le 27 mars 2015. La structure porteuse de l'élaboration et de la mise en œuvre est la région Grand Est. 
La qualité des cours d’eau peut être consultée sur un site dédié géré par les agences de l’eau et l’Agence française pour la biodiversité. 

### Climat
Pour des articles plus généraux, voir Climat du Grand Est et Climat de Meurthe-et-Moselle.
En 2010, le climat de la commune est de type climat des marges montargnardes, selon une étude du Centre national de la recherche scientifique s'appuyant sur une série de données couvrant la période 1971-2000. En 2020, Météo-France publie une typologie des climats de la France métropolitaine dans laquelle la commune est exposée à un climat semi-continental et est dans la région climatique  Lorraine, plateau de Langres, Morvan, caractérisée par un hiver rude (1,5 °C), des vents modérés et des brouillards fréquents en automne et hiver. 
Pour la période 1971-2000, la température annuelle moyenne est de 9,5 °C, avec une amplitude thermique annuelle de 16,7 °C. Le cumul annuel moyen de précipitations est de 812 mm, avec 12,4 jours de précipitations en janvier et 9,2 jours en juillet. Pour la période 1991-2020, la température moyenne annuelle observée sur la station météorologique de Météo-France la plus proche, « Doncourt-lès-Conflans », sur la commune de Doncourt-lès-Conflans à 6 km à vol d'oiseau, est de 10,7 °C et le cumul annuel moyen de précipitations est de 710,3 mm. 
La température maximale relevée sur cette station est de 40,9 °C, atteinte le 25 juillet 2019 ; la température minimale est de −16,5 °C, atteinte le 26 décembre 2010,,. 
Les paramètres climatiques de la commune ont été estimés pour le milieu du siècle (2041-2070) selon différents scénarios d'émission de gaz à effet de serre à partir des nouvelles projections climatiques de référence DRIAS-2020. Ils sont consultables sur un site dédié publié par Météo-France en novembre 2022.

## Urbanisme

### Typologie
Au 1er janvier 2024, Mars-la-Tour est catégorisée bourg rural, selon la nouvelle grille communale de densité à sept niveaux définie par l'Insee en 2022.
Elle est située hors unité urbaine. Par ailleurs la commune fait partie de l'aire d'attraction de Metz, dont elle est une commune de la couronne,. Cette aire, qui regroupe 245 communes, est catégorisée dans les aires de 200 000 à moins de 700 000 habitants,.

### Occupation des sols
L'occupation des sols de la commune, telle qu'elle ressort de la base de données européenne d’occupation biophysique des sols Corine Land Cover (CLC), est marquée par l'importance des territoires agricoles (87,3 % en 2018), en diminution par rapport à 1990 (89,9 %). La répartition détaillée en 2018 est la suivante : terres arables (73,7 %), prairies (11,5 %), zones urbanisées (4,8 %), milieux à végétation arbustive et/ou herbacée (4 %), forêts (3,9 %), zones agricoles hétérogènes (2 %). L'évolution de l’occupation des sols de la commune et de ses infrastructures peut être observée sur les différentes représentations cartographiques du territoire : la carte de Cassini (XVIIIe siècle), la carte d'état-major (1820-1866) et les cartes ou photos aériennes de l'IGN pour la période actuelle (1950 à aujourd'hui).

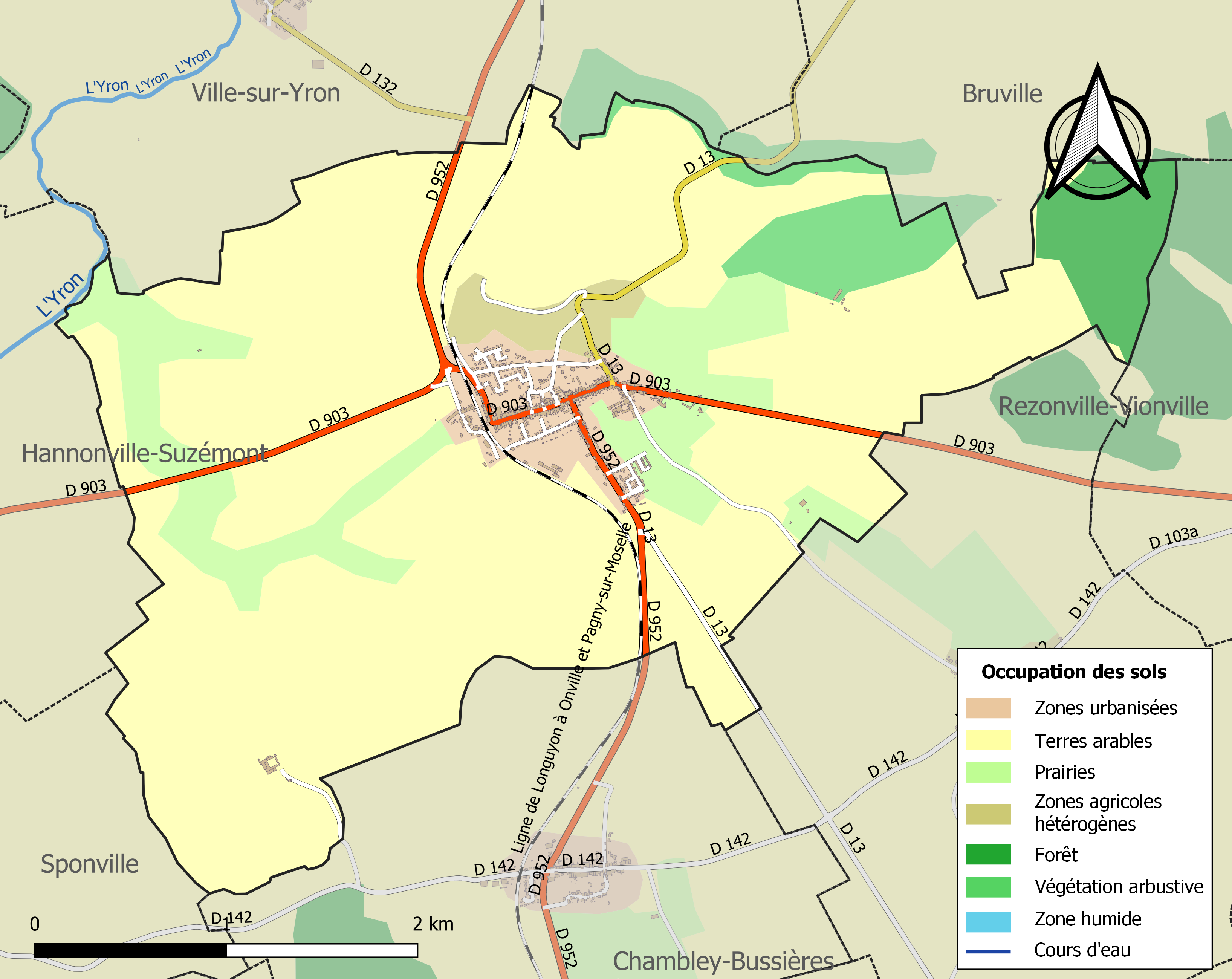
Carte des infrastructures et de l'occupation des sols de la commune en 2018 (CLC).

## Toponymie
Le nom de la localité est attesté sous les formes Turris (1192) ; Martis (1330) ; Mais-la-Tour (1409) ; Mallatour (XVe siècle) ; Marlatour (XVe siècle) ; Mailatour (XVe siècle) ; Maillatour (1436) ; Maylatour, Maylattour, Marlator, Mallator (1444) ; Malatour (1447) ; Marelatour (1459) ; Marc-la-Tour (1463) ; May-la-Tour (1490) ; Malatour en Gernexey (XVe siècle) ; Martis turris, Martes ture (1544) ; Malletour, Maletour (1635).

En lorrain : Ma-lai-tô.
Un des noms primitifs de ce village était May-la-Tour, altération du mot mais > maix signifiant « maison, métairie (maison entourée d'un jardin clos) », cependant les formes anciennes ambiguës évoquent plutôt un rapprochement avec le dieu Mars, à moins qu'il ne s'agisse du nom de personne Martius pris absolument. Emplacement probable de Fines, station sur la voie romaine allant de Reims à Metz, citée sur l'itinéraire d'Antonin.

## Histoire

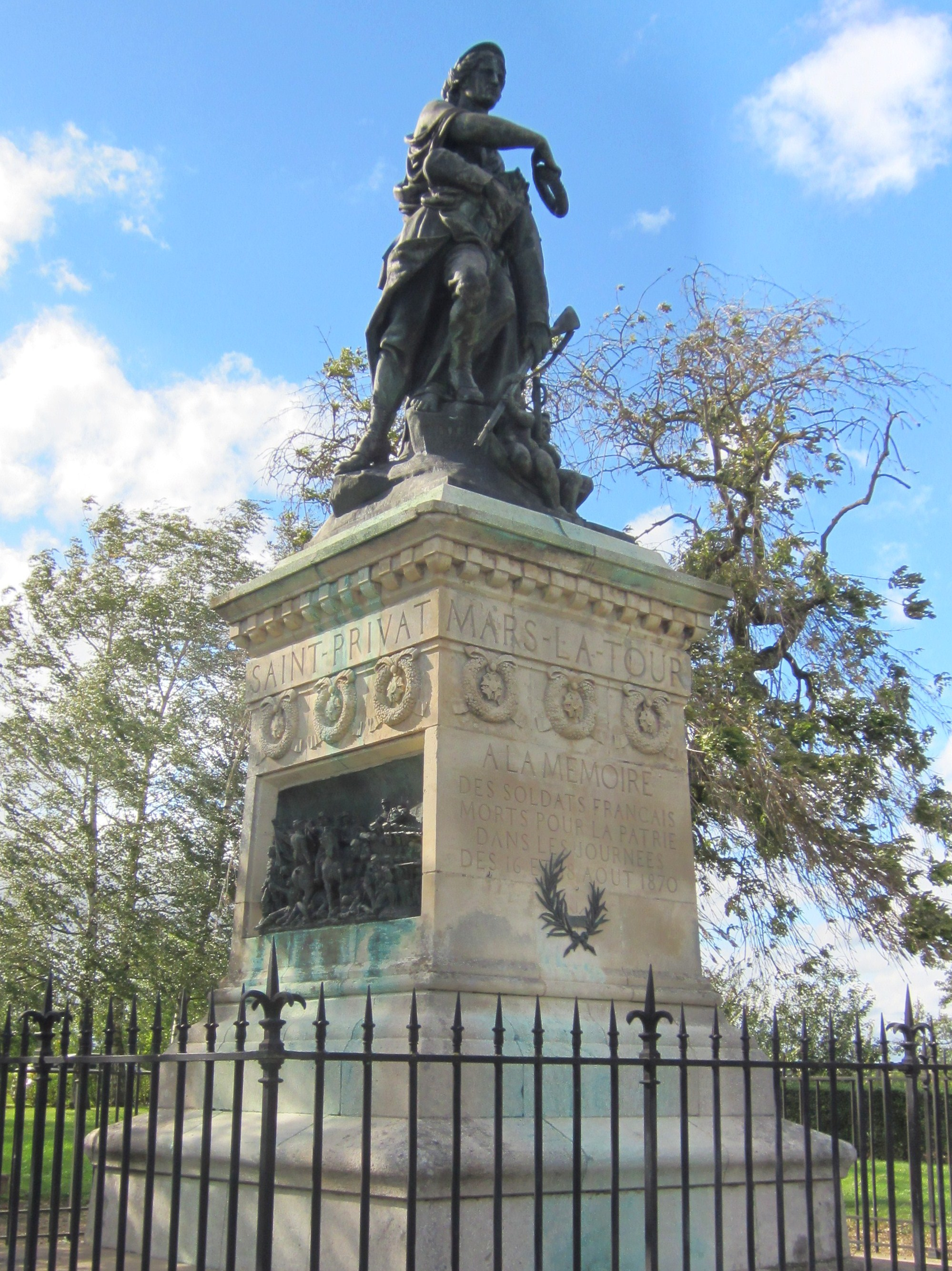
Monument aux morts.

Au XVIe siècle, la seigneurie appartient à la famille de Ficquelmont.
En 1632, les troupes du duc Charles IV de Lorraine et de ses alliés espagnols y sont battus par les maréchaux de La Force et d'Effiat, grand maître de l'artillerie.
En 1817, Mars-la-Tour, village de l'ancienne province des Trois-Évêchés a pour annexe la ferme de Saulcy ; à cette époque, il y a 1 050 habitants répartis dans 104 maisons.
Le 16 août 1870, près de la ferme des Grizières, se déroule la  bataille dite de Rezonville, ou de Vionville, ou de Mars-la-Tour. Français et Allemands y laissent chacun environ 15 000 hommes. De 1871 à 1919, Mars-la-Tour est le village français le plus proche de ce champ de bataille et du champ de bataille de Saint-Privat. C'est la raison pour laquelle la médaille associative destinée aux vétérans des combats portait le nom de "Œuvre de Mars-la-Tour".
La ligne ferroviaire de Longuyon à Pagny arrive à Mars-la-Tour en 1876. Une petite gare de voyageurs est érigée. Le 30 août 1919, une collision entre un train de houille et un train de marchandises tue un chef de train. La gare n'existe plus.
Le 4 août 1914, les premiers combats de la Grande Guerre opposent des troupes allemandes à la 83e brigade d'infanterie française, qui a pour mission d'ouvrir la route de Metz.
Mars-la-Tour est de nouveau le théâtre de durs combats au cours de la bataille de Metz en septembre 1944, opposant la 5e division de la IIIe armée américaine à la 462e division allemande du général Krause.

## Politique et administration
| Période                                  | Période  | Identité             | Étiquette | Qualité                                                        |
| ---------------------------------------- | -------- | -------------------- | --------- | -------------------------------------------------------------- |
| Les données manquantes sont à compléter. |          |                      |           |                                                                |
| 1859                                     | 1864     | Joseph Prosper André |           | Médecin cantonal. Deviendra préfet à la chute du Second Empire |
| Les données manquantes sont à compléter. |          |                      |           |                                                                |
| mars 2001                                | mai 2020 | Françoise Jacques    |           | Sans profession déclarée                                       |
| mai 2020                                 | En cours | Roger Dalla Costa,   |           | Ancien cadre                                                   |

Par arrêté préfectoral de la préfecture de la région Grand-Est en date du 9 décembre 2022, la commune de Mars-la-Tour a intégré l'arrondissement de Toul au 1er janvier 2023

## Population et société

### Démographie

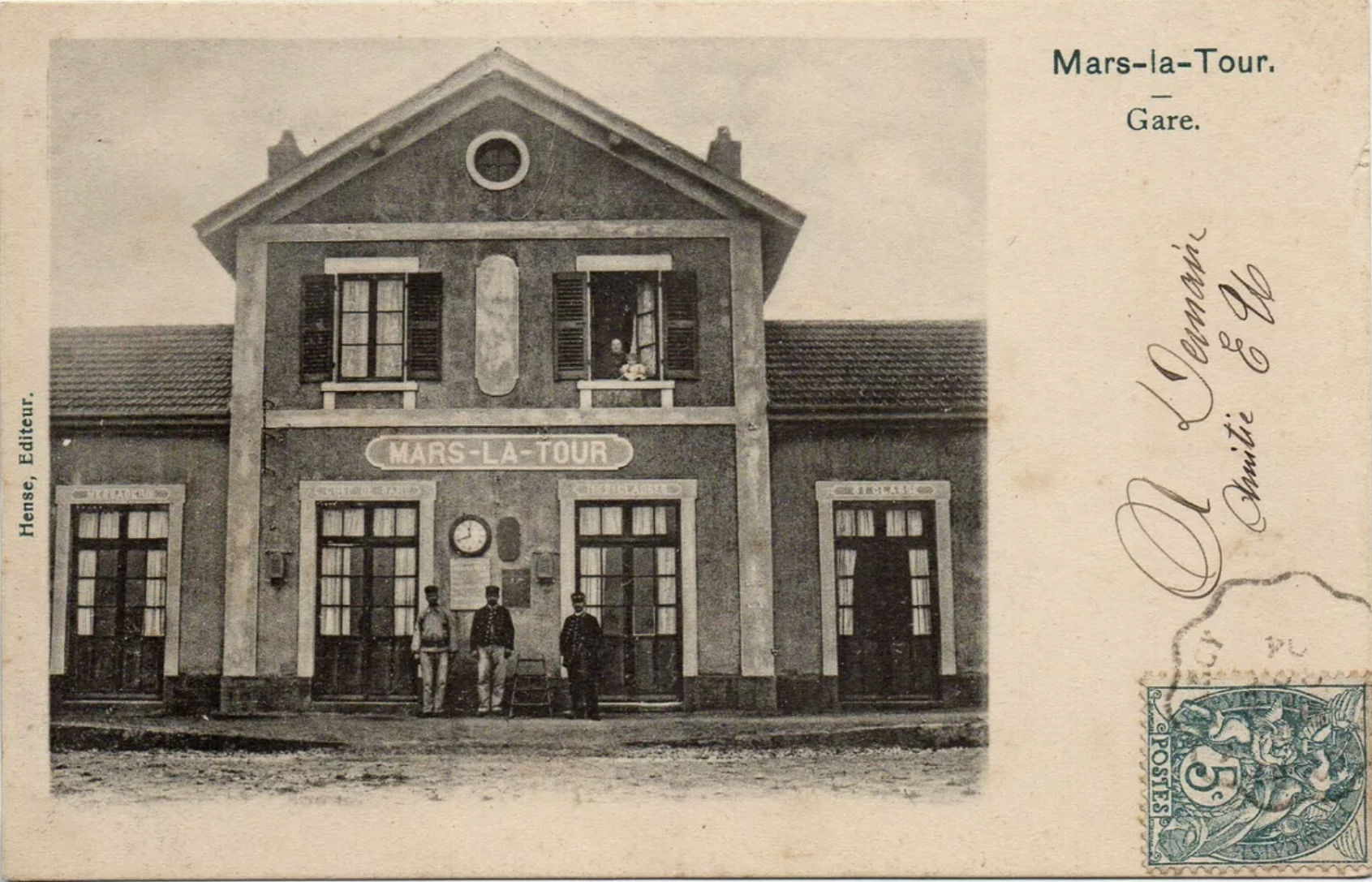
Ancienne gare de Mars-la-Tour, vers 1900.

L'évolution du nombre d'habitants est connue à travers les recensements de la population effectués dans la commune depuis 1793. Pour les communes de moins de 10 000 habitants, une enquête de recensement portant sur toute la population est réalisée tous les cinq ans, les populations de référence des années intermédiaires étant quant à elles estimées par interpolation ou extrapolation. Pour la commune, le premier recensement exhaustif entrant dans le cadre du nouveau dispositif a été réalisé en 2005.

En 2022, la commune comptait 885 habitants, en évolution de −8,1 % par rapport à 2016 (Meurthe-et-Moselle : −0,13 %, France hors Mayotte : +2,11 %).
| 1793 | 1800 | 1806 | 1821  | 1836 | 1841 | 1861 | 1866 | 1872 |
| ---- | ---- | ---- | ----- | ---- | ---- | ---- | ---- | ---- |
| 518  | 386  | 581  | 1 068 | 629  | 614  | 652  | 605  | 673  |

| 1876 | 1881 | 1886 | 1891 | 1896 | 1901 | 1906 | 1911 | 1921 |
| ---- | ---- | ---- | ---- | ---- | ---- | ---- | ---- | ---- |
| 758  | 707  | 701  | 681  | 657  | 624  | 630  | 740  | 662  |

| 1926 | 1931 | 1936 | 1946 | 1954 | 1962 | 1968 | 1975 | 1982 |
| ---- | ---- | ---- | ---- | ---- | ---- | ---- | ---- | ---- |
| 730  | 740  | 763  | 762  | 798  | 790  | 841  | 787  | 765  |

| 1990 | 1999 | 2005 | 2006 | 2010 | 2015 | 2020 | 2022 | - |
| ---- | ---- | ---- | ---- | ---- | ---- | ---- | ---- | - |
| 823  | 854  | 923  | 937  | 968  | 964  | 901  | 885  | - |

### Sports
- L'équipe de football de Mars la Tour, l'ASMLT, joue dans le district de football du Pays Haut.

## Culture locale et patrimoine

### Lieux et monuments

#### Édifices civils

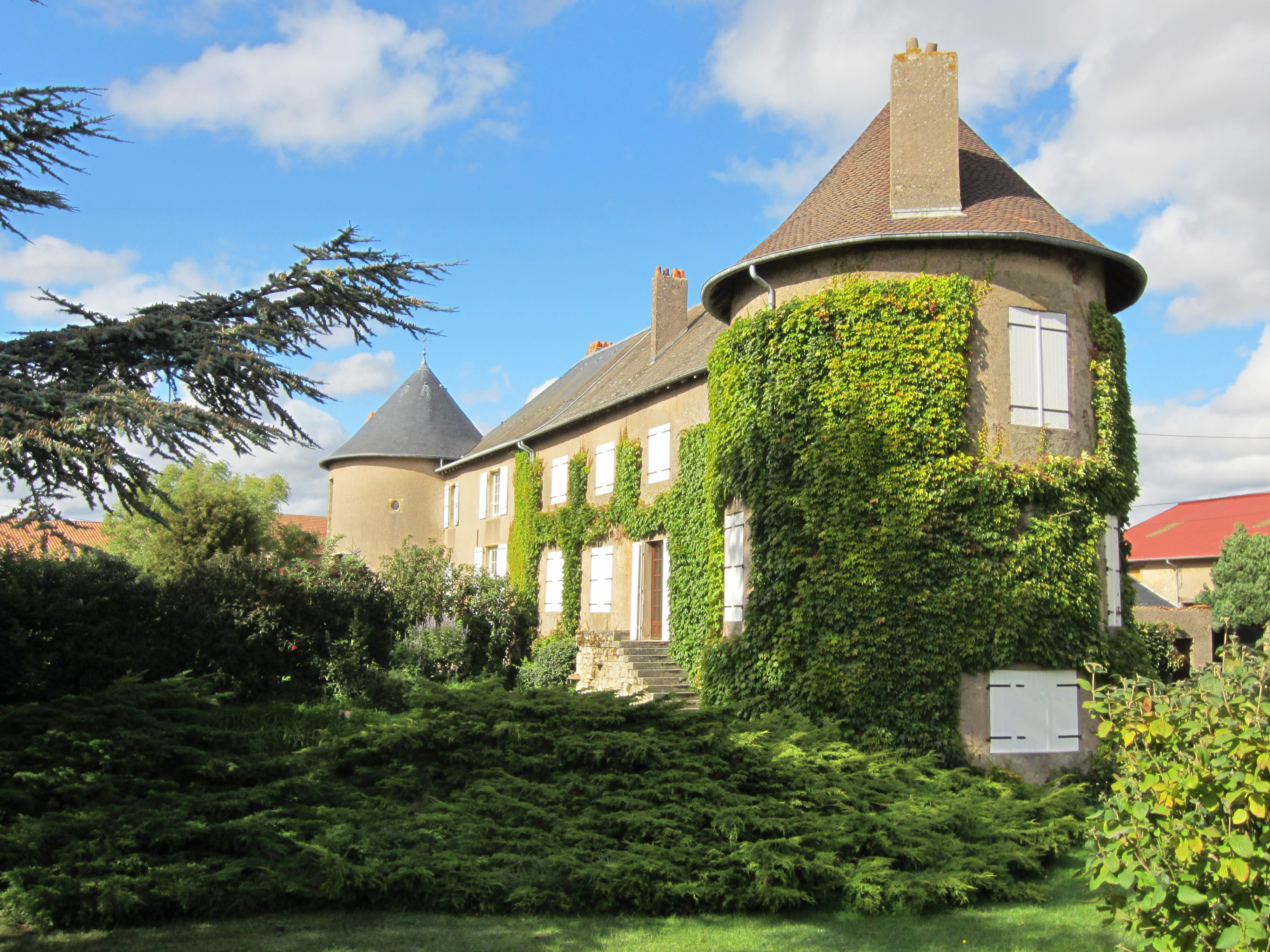
Le château.

- Les vestiges de thermes et le fort gallo-romains.
- Château de Mars-la-Tour : le château est mentionné en 1192 ; destinations successives : ferme, parties constituantes : fossé, 2 tours rondes ; reconstruit pour Gérard d'Avillers à la fin du XVe siècle à l'emplacement d'un château plus ancien ; passe par la suite à la Maison de Ficquelmont, puis, au début du XVIIIe siècle, à la Maison des Salles, par mariage ; vendu en l'an VI et en partie démoli, fossés comblés. Subsistent au nord, à l'est et au sud des éléments de la courtine ; nombreuses marques de tâcherons sur la façade ouest du bâtiment et des dépendances.
- Monument national commémoratif de la guerre de 1870 : crypte contenant 1 500 corps, inauguré le 2 novembre 1875, bronze par Frédéric Louis Désiré Bogino ; les plaques de bronze furent ajoutées le 26 septembre 1877.
- Statue de Jeanne d'Arc, 1906.

#### Édifices religieux

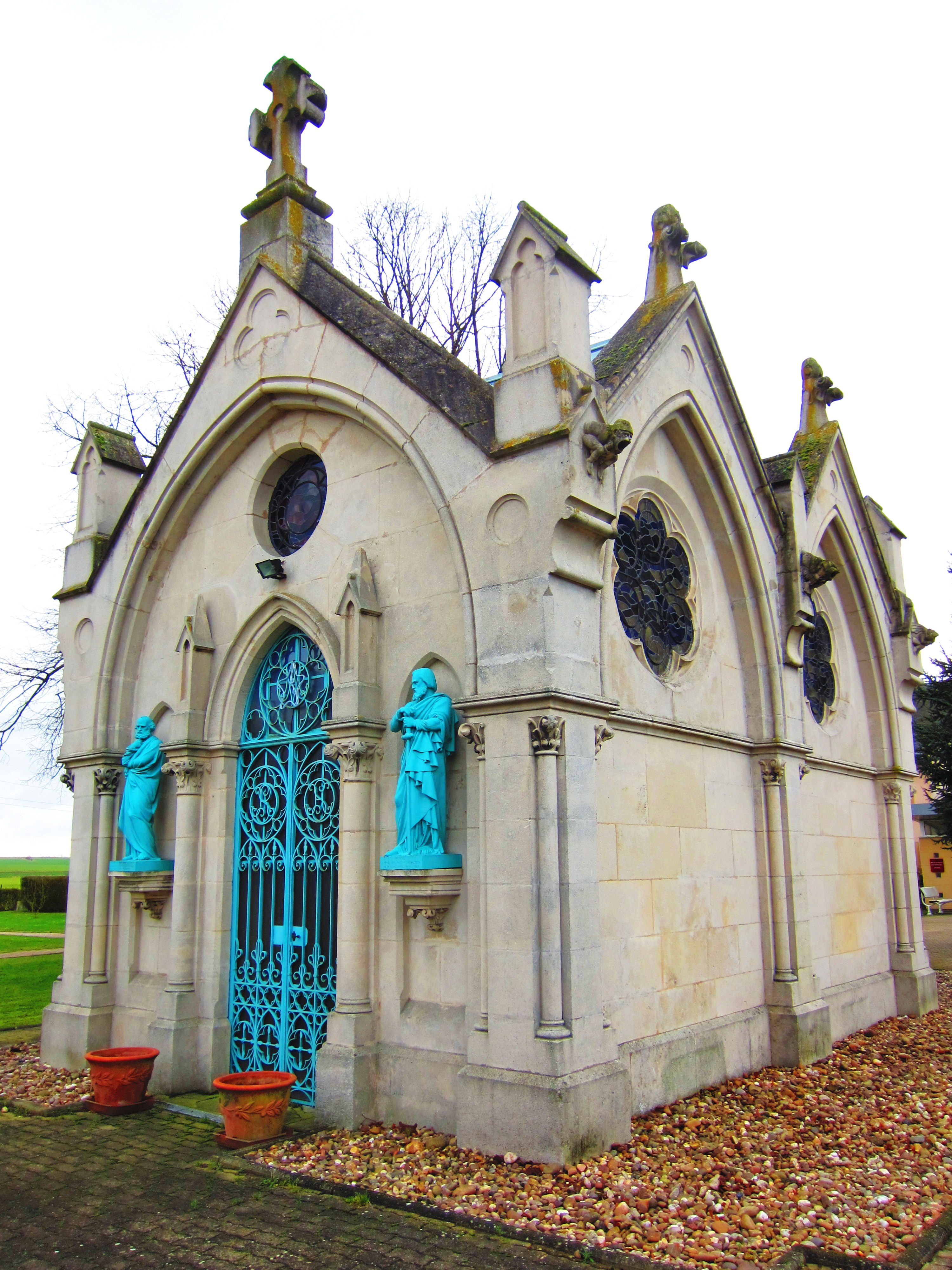
Chapelle Saint-Dominique.

- Église paroissiale Saint-Martin, reconstruite vers 1840 ; sans doute agrandie et revoûtée au dernier quart du XIXe siècle ; sert de chapelle commémorative des combats de 1870 ; orgue 1912 de Mutin-Cavaillé-Coll.
- Collégiale de Chanoines de L'Annonciation, située au 53-55 rue de Verdun, destinations successives : grange ; collégiale fondée par Gérard d'Avillers, seigneur de Mars-la-Tour, elle fut construite de 1500 à 1502 ; vendue comme bien national à la Révolution ; englobée dans les dépendances d'une maison, il n'en subsiste plus, actuellement, que la façade nord, l'arc de l'ancien portail occidental et des vestiges encore importants de l'ancien bas-côté sud.
- Chapelle Saint-Dominique, dans l'hospice du même nom, actuellement maison de retraite.

### Équipements culturels

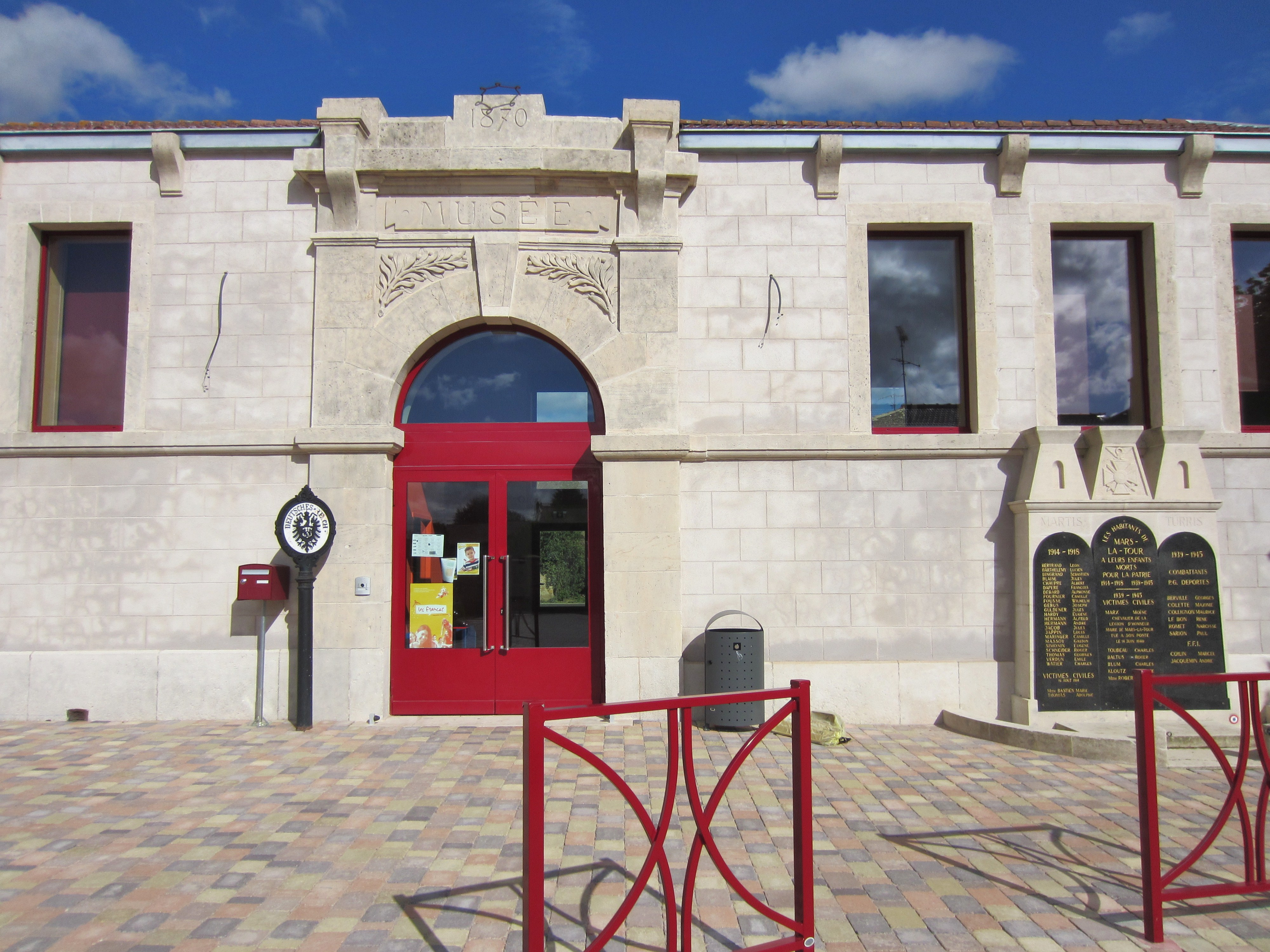
Le musée.

- L'ancien musée militaire Faller, désormais fermé, sur le thème de la guerre de 1870. Ce musée fut fondé par le chanoine Joseph Faller, curé de Mars-la-Tour, à l'aide de souscriptions et de souvenirs donnés par les parents et amis des combattants de 1870. Construit d'après les plans de Louis Lanternier, architecte nancéien à qui l'on doit notamment Nancy-Thermal, le musée fut inauguré et béni le 16 août 1902 par Charles-François Turinaz, évêque de Nancy et de Toul. Après la guerre de 1914-1918, la récupération des Provinces Perdues et l'inauguration de l'ossuaire de Douaumont, Mars-la-Tour perdit son statut de cité-pèlerinage de la guerre. En outre, les combats de 1870 commençaient à dater. Les familles pleuraient plus leurs morts récents que ceux de 1870. La fréquentation du musée chuta. Une lente agonie commença et se termina par la fermeture du musée. Les collections ont aujourd'hui été déposées à Gravelotte au Musée de la Guerre de 1870 et de l'Annexion. Le bâtiment est actuellement devenu un accueil périscolaire.

### Personnalités liées à la commune
- La Famille de Ficquelmont.
- Le chanoine Joseph Faller, curé de la commune et fondateur du musée militaire qui porte son nom.
- Le 29 août 1960, Hanno Hahn, jeune historien d'art et éminent chercheur spécialisé dans l'architecture cistercienne, membre de l'Institut de la Bibliotheca Hertziana à Rome, fils du chimiste nucléaire Otto Hahn (Prix Nobel 1944), et sa femme Ilse Hahn,  moururent à Mars-la-Tour dans un accident d'automobile.

### Héraldique
| Blason de Mars-la-Tour | Blason  | D'argent à la tour de sable, ouverte et ajourée du champ, donjonnée de trois tourelles aussi de sable. |
| Blason de Mars-la-Tour | Détails | Le statut officiel du blason reste à déterminer (voir explications).                                   |